# Santiago Genovés
Santiago Genovés Tarazaga (Orense, 31 de diciembre de 1923 - 5 de septiembre de 2013) fue un antropólogo e investigador social hispano-mexicano.
Siendo un adolescente al finalizar la guerra civil española, junto con su familia se exilió en México. Tras haber pasado un tiempo, él y su familia, en un campo de concentración en Francia.
Antropólogo graduado en la Escuela Nacional de Antropología e Historia del Instituto Nacional de Antropología e Historia, ambos de México, y doctor en antropología por la Universidad de Cambridge, Reino Unido, fue investigador emérito en la UNAM tras su jubilación, cuyas aportaciones científicas han sido valoradas y reconocidas internacionalmente.
Realizó estudios sobre el comportamiento humano para lo cual emprendió tres importantes y destacados viajes en las balsas RA I, RA II y Acali a fin de cruzar el océano Atlántico y en los que condujo un verdadero "laboratorio del comportamiento humano" del que los sujetos no podían salir. Los dos primeros viajes que realizó con el explorador y etnólogo noruego Thor Heyerdahl, tuvieron el objetivo de verificar la posibilidad de travesías trasatlánticas antes de la expedición de Cristóbal Colón, y el tercero, muy específicamente, para estudiar la conducta de los hombres y mujeres que participaron en el experimento.
Realizó y dirigió la película ¿Pax?, documento fílmico en el que aborda los mitos y prejuicios en torno a la violencia en sus diversas formas, cuyo guion fue galardonado por el Memorial Juan XXIII de la Paz.

## Obra

### Libros
- Expedición a la Violencia (ampliación de la declaración sobre la violencia adoptada por la UNESCO.[6]
- Ensayos sobre: Luis Buñuel, Emilio Prados Such, Franz Kafka, George Orwell, Marcel Proust, Pablo Picasso, Alfonso Reyes, Rius.
- El Mar, los Peces y Yo.
- El Pájaro Rojo o El Viaje a Nigeria.
- Solo. Un Hombre en el Mar.
- Balsa de Papyrus, a través del Atlántico.
- ¿Por qué Acali?
- El mono inquisitivo : Convivencia y comportamiento humano.

### Otras publicaciones:[7]
- (1954) "The problem of sex differences in some fossil hominids, with special reference to the Neandertal remains from Spy". Journal of the Royal Anthropological Institute of Great Britain and Ireland, 84: 131-144.[8]
- (1956) A study of sex differences in the innominate bone (os coxae), with special reference to the material from St. Bride’s Church, London, E. C. I. Universidad de Cambridge, 555 pp, Cambridge.
- (1959) El Oreopithecus en la evolución de los homínidos. Cuadernos del Seminario de Problemas Científicos y Filosóficos 16, Universidad Nacional Autónoma de México, 18 pp, México.
- (1960) "Revaluation of age, stature and sex of the Tepexpan remains, Mexico". American Journal of Physical Anthropology, 18: 205-218.[9]
- (1967) "Proportionality of the long bones and their relation to stature in Mesoamericans". American Journal of Physical Anthropology, 26: 67-78.[10]
- (1975) "El experimento Acali". Revista Médica, 3: 9-31, México.

## Reconocimientos
- Premio Nacional de Ciencias de México (1962).[5]
- Premio Internacional de la Paz (1968).
- La Pollena de la Bravura (Italia).
- El Alfiler de la Orden de Malta (Estados Unidos de América).
- La Gran Orden Alouita (Marruecos).
- La Gran Orden Nacional del Mérito del Nilo (Egipto).